# Общий рынок

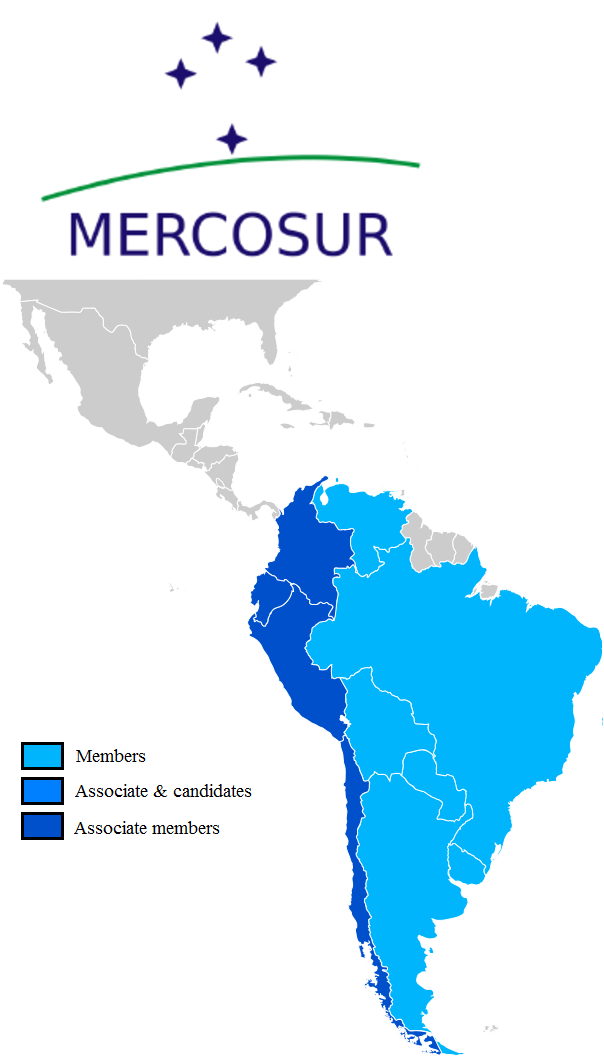
Общий рынок: Меркосур

Общий рынок (англ. common market) — форма экономической интеграции стран, предполагающая свободное перемещение товаров, работ и услуг, а также факторов производства — капитала, трудовых ресурсов — через границы стран, являющихся членами общего рынка.
Общий рынок, как правило, строится на основе зоны свободной торговли с относительно свободным движением капитала и услуг, но он ещё не продвинулся в снижении остальных торговых барьеров. Общим рынком обычно называют первый этап на пути к созданию единого рынка (англ. single market). Единый рынок является одним из видов торгового блока, где устранены большинство торговых барьеров, цель которого в таком же лёгком движении капитала, рабочей силы, товаров и услуг между государствами как и внутри государств. Физические (границы), технические (стандарты) и финансовые (налоги) барьеры между государствами-членами устранены в максимально возможной степени.
Унифицированный рынок (англ. unified market) является последним этапом и конечной целью единого рынка. Он требует полностью свободного перемещения товаров, услуг (в том числе финансовых услуг), капитала и людей без учёта государственных границ.
Если указывается, что объединение является экономическим союзом или экономическим и валютным союзом, то они включают в себя общий рынок.

## Примеры
Общий рынок являлся одним из этапов интеграционных процессов в Европе. Соглашение об общем рынке было подписано шестью странами Европы (Западной Германией, Францией, Италией, Бельгией, Нидерландами и Люксембургом) в Риме в 1957 году (Римский договор). Общий рынок в Европе возник на основе положительного опыта действия Европейского объединения угля и стали. В дальнейшем в Европе углубление интеграционных процессов привело к созданию Европейского экономического сообщества (ЕЭС), а затем и Европейского союза (ЕС).
- Андское сообщество (англ. The Andean Community или исп. Comunidad Andina, CAN);
- Европейская экономическая зона (англ. European Economic Area, EEA), объединяющая ЕС, Норвегию, Исландию и Лихтенштейн;
- Общий рынок Карибского сообщества (англ. Caribbean Community single market, CARICOM);
- Центральноамериканский общий рынок — торгово-экономический союз стран Центральной Америки;
- Южноамериканский общий рынок — экономический союз стран Южной Америки;
- Единое экономическое пространство Беларуси, Казахстана, России, Армении, Киргизии.